# بازبینی اختیاری
بازبینی اختیاری (انگلیسی: Discretionary review)
به اختیار دادگاه‌های تجدیدنظر در انتخاب پرونده‌هایی اشاره دارد که از بین پرونده‌های ارجاع شده به آنها، مورد بررسی قرار می‌دهند. این اختیار به قوه قضائیه اجازه می‌دهد تا به صلاحدید و صواب‌دید خود، نوع پرونده‌های فرجام‌خواهی که مورد تجدیدنظرخواهی قرار می‌گیرند را غربال کند، زیرا قضات باید از قبل در نظر بگیرند که کدام پرونده‌ها پذیرفته شوند. سپس دادگاه تجدیدنظر می‌تواند در مورد پرونده‌های اساسی با کمترین هزینه فرصت تصمیم‌گیری کند.
برخلاف بازبینی اختیاری، هرگونه بازبینی که توسط قانون اجباری شده باشد، دادگاه‌های استیناف را در مورد آنچه که می‌توانند و نمی‌توانند در طول فرایند بازبینی انجام دهند، راهنمایی می‌کند.
بازبینی اختیاری طرفین را مجبور می‌کند تا همیشه منابع خود را بر متقاعد کردن دادگاه بدوی برای درست تصمیم‌گیری در همان ابتدا متمرکز کنند (به جای اینکه فرض کنند دادگاه تجدیدنظر "بعداً آن را اصلاح می‌کند")، بنابراین کارایی کلی دستگاه قضایی را افزایش می‌دهد. البته، این امر همچنین آنها را در معرض اختیار دادگاه بدوی قرار می‌دهد.